# Río Agri
El Agri es un río de 136 km de largo en la Italia meridional. Fluye por entero por la región de Basilicata y desemboca en el mar Jónico, cerca de Policoro. En los tiempos antiguos era conocido como el Aciris, que en griego antiguo se escribía Akyris, Ακυρης; Akiris o Kyris que, en lengua osca significaba río navegable. Cuenta Estrabón que cuando sus riberas eran ricas en bosques su lecho era profundo y ello hacía que el río fuera navegable. Da nombre al valle homónimo. Es el segundo de la región en longitud, después del Basento, y por amplitud de la cuenca después del Bradano, pero el primero por la riqueza de sus aguas.